# Protestantse Unie (politieke partij)
De Protestantse Unie was een Nederlandse protestantse politieke partij en studiekring. De PU bestond tussen 1946 en 1988 en streefde een theocratie na.

## Geschiedenis
De Protestantse Unie ontstond op 1 april 1946 uit een fusie van de vooroorlogse theocratische Hervormde (Gereformeerde) Staatspartij (HGSP) en de Vrij Christelijk-Historischen (VCH), een afsplitsing van de Christelijk-Historische Unie (CHU) onder leiding van Jan Machiel Krijger. De Protestantse Unie streefde naar een theocratisch bestuurd Nederland overeenkomstig de denkbeelden van de Friese theoloog dr. Philippus Jacobus Hoedemaker (1839-1910), die een "staat met den Bijbel" voorstond.
In 1946 werd een voorlopig beginsel- en urgentieprogramma opgesteld waarin de nadruk werd gelegd op het "protestants-christelijke karakter" van de natie en de verwerping van de zogenaamde "neutrale staat." Kenmerkend voor het urgentieprogramma was ook het streven naar een uitgebreide sociale wetgeving. Een van de belangrijkste opstellers van het urgentieprogramma was de Nederlands Hervormde theoloog Arnold van Ruler. Bij de Tweede Kamerverkiezingen van 1946 behaalde 0,7%, onvoldoende voor een Kamerzetel. Opvallend is dat de meeste stemmen niet werden gehaald in gebieden waar de HGS voorheen sterk vertegenwoordigd was (steden), maar juist op plattelandsgemeenten waar de CHU van oudsher sterk was. Het beste resultaat werd in de kieskring Ommen gehaald (4,1%). Een van de redenen dat de PU bij de verkiezingen geen zetel wist te veroveren was de opmerkelijke trouw van veel met de PU sympathiserende CHU'ers die uiteindelijk toch hun stem aan de "vertrouwde" CHU gaven.
Na 1946 werd de PU omgevormd tot een theocratische studiekring en nam de PU als politieke partij niet meer deel aan verkiezingen. Wel werd toenadering gezocht tot gelijkgezinden binnen diverse politieke partijen (CHU, Protestants-Christelijke Werkgemeenschap). In 1951 werden gesprekken met de CHU aangeknoopt om voor de Tweede Kamerverkiezingen van 1952 twee PU-kandidaten op de lijst van de CHU te verkrijgen, één op een verkiesbare plaats (11 of 12) en één op een onverkiesbare plaats (16 of 17). De CHU ging in principe akkoord, maar wilde wel meebeslissen welke kandidaten hiervoor in aanmerking kwamen. Het PU-hoofdbestuur droeg ds. Henricus Eskelhoff Gravemeijer, de voorzitter van de PU voor als kandidaat op de verkiesbare plaats. De CHU verwierp Gravemeijer omdat zij hem niet geschikt vonden voor de politiek. De PU brak daarop de besprekingen met de CHU af.
In de periode hierna bekritiseerde de PU de christelijke partijen omdat zij haars inziens de neutrale staat accepteerden. Ook de PvdA werd de acceptatie van de neutraliteit van de staat en overheid verweten, ondanks het feit dat de PvdA mede was ontstaan uit een christelijke partij. Wel erkende de PU dat christenen heel goed actief konden zijn binnen niet-christelijke partijen (PvdA, VVD), mits men een christelijke staat nastreeft. De SGP, die net als de PU een theocratie nastreefde, werd door de PU echter sterk bekritiseerd vanwege haar opvattingen over vrouwen en haar kijk op sociale voorzieningen, cultuurbeleid en vaccinatie, die de PU van weinig werkelijkheidsbesef vond getuigen.
In haar maandblad, de Vrije Natie, bleef de PU aandacht vragen voor haar theocratische denkbeelden.
In 1962 vond een herziening van het beginselprogramma plaats. Een opmerkelijke verandering ten opzichte van het beginselprogramma van 1946 was het streven naar de invoering van de doodstraf, omdat de overheid het "zwaard niet tevergeefs draagt".
In reactie op de ‘Proeve van een nieuwe grondwet’ pleitte de Protestantse Unie in 1967 voor een preambule in de grondwet, waarin God wordt erkend als bron van alle gezag, recht en democratische vrijheden. Dit voorstel werd door de politiek verworpen.
In de jaren 70 stelde de PU zich kritisch op tegenover het CDA, dat aanvankelijk was opgericht als samenwerkingsverband van CHU, ARP en KVP, maar in 1980 werd omgevormd tot een politieke partij. Volgens de PU ontbrak bij het CDA het theocratisch karakter en verweet men het CDA de de facto erkenning van de volkssoevereiniteit.
Vanaf het begin van de jaren 80 liepen de activiteiten van de PU terug en verscheen De Vrije Natie steeds minder vaak. Na september 1988 is De Vrije Natie niet meer verschenen en heeft de PU geen activiteiten meer ontplooid.

## Opvattingen
De PU werd sterk beïnvloed door de denkbeelden van de theocraat Philippus Jacobus Hoedemaker. Hoedemaker was Nederlands Hervormd predikant en behoorde tot de orthodoxe vleugel van die Kerk. Hoedemaker streefde een "staat met den Bijbel" na en verwierp krachtig de neutrale staat voortgekomen uit de denkbeelden van de Franse Revolutie en de Verlichting. Aanvankelijk was Hoedemaker hoogleraar aan de Vrije Universiteit van Amsterdam, maar hij raakte na meningsverschillen met dr. Abraham Kuyper zijn hoogleraarschap kwijt. Het conflict tussen Hoedemaker en Kuyper had met name betrekking op de scheuring die de laatste veroorzaakt had binnen de Nederlands Hervormde Kerk, waaruit de Gereformeerde Kerk is voortgekomen. Volgens Hoedemaker verkeerde de Hervormde Kerk weliswaar in deplorabele toestand, maar dit was volgens hem nog geen reden om een scheuring te veroorzaken. De door Hoedemaker uitgedragen gedachte van een zuivere volkskerk werd ook overgenomen door de PU, die dan ook vrijwel uitsluitend uit confessionele Nederlands Hervormden bestond. De ideeën van Hoedemaker werden binnen de PU geactualiseerd door dr. Arnold van Ruler (1908-1970). Van Ruler heeft voor een groot deel bijgedragen aan de sociale koers die de PU voorstond. Van Ruler noemde zijn vorm van theocratisch denken, het theocratisch socialisme. Na het overlijden van Van Ruler (1970) werd ds. P.F.Th. Aalders (1920-2009) de voornaamste ideoloog van de PU. Aalders had een relatie gelegd tussen het theocratisch socialisme van Van Ruler en het economisch denken van prof. dr. Bob Goudzwaard (geb. 1934), wiens economische ideeën sterk waren beïnvloed door de sociale wetgeving van het Oude Testament.

## De PU en de Rooms-Katholieke Kerk
De PU was bezeten door een angst dat rooms-katholieken in Nederland de macht zouden overnemen, wat onder meer bleek uit de woorden van dr. Van Ruler in 1947: "Wij hebben te kiezen tussen de tirannie van het imperium romanum en de Rooms-Katholieke Kerk aan de ene kant en de vrijheid van de mensen die de Bijbel in handen gekregen heeft, aan de andere kant". In 1964 werd er door de PU (onder andere in de Vrije Natie) nogal overspannen gereageerd over de overgang van prinses Irene van Oranje-Nassau tot het katholicisme. Anderzijds bepleitte de PU in 1967 een preambule in de grondwet waarin stond dat de overheid kennis diende te nemen van het oordeel van de kerken (waarbij de PU duidelijk maakte dat onder kerken alle erkende kerkgenootschappen werden bedoeld). Over het algemeen genomen nam de PU na de jaren 60 een wat vriendelijkere houding aan ten opzichte van de Katholieke Kerk.

## Maandblad
Het maandblad van de PU was De Vrije Natie die van 1 oktober 1947 tot 1988 verscheen. Een abonnement op De Vrije Natie was overigens niet gekoppeld aan lidmaatschap van de PU. Het grootste aantal abonnees was in Den Haag.

## Voorzitters
| Persoon                                             | Periode            |
| --------------------------------------------------- | ------------------ |
| Ds. H.E. Gravemeijer                                | 1946 (a.i.)        |
| W.J. Talsma                                         | 1946 - 1948        |
| Ds. H.E. Gravemeijer                                | 1948 - 1952        |
| Ds. P.J. de Bruyn                                   | 1952 - 1960        |
| Ds. H.E. Gravemeijer                                | 1960 - 1963 (a.i.) |
| H. van Zuylen                                       | 1963 - 1964        |
| Driemanschap: W. van Zaanen H.R. de Boer M. Vrolijk | 1964 - ?           |

## Kandidatenlijst Tweede Kamerverkiezingen 1946
| 1. J.M. Krijger, Vriezenveen 2. Mr. W.H. van Helsdingen, Apeldoorn 3. Ds. H.E. Gravemeyer, Amsterdam 4. W.J. Talsma, Overveen 5. Drs. A.A. van Ruler, Hilversum 6. Mr. P.J. Somer, Amsterdam 7. Dr. ir. H.G. van Beusekom, 's-Gravenhage 8. Ir. R.R. Bijleveld, 's-Gravenhage | 9. N. Kraak Steemann, 's-Gravenhage 10. Ir. C.M. van Dam, Voorburg 11. J. van der Pol, Veen, N.Br. 12. Mr. A.C. Knook, Almelo 13. Mr. A.W. Niemeyer, Haarlem 14. K. Eelderink, Vianen |

## Voetnoten
1. ↑  Dr. H. van Spanning, In dienst van de Theocratie, Zoetermeer 1994, blz. 37
2. ↑  Spanning, blz. 40
3. ↑  Spanning, blz. 40-41
4. ↑  http://www.inghist.nl/Onderzoek/Projecten/KPP/VerkiezingDetail?Id=149
5. ↑  Spanning, blz. 41
6. ↑  Spanning, blz. 60
7. ↑  De Christelijk-Democratische Unie (CDU)
8. ↑  Een referaat aan Paulus in Rom. 13
9. ↑  Spanning, blz. 83
10. ↑  Op zijn beurt beïnvloedde Goudzwaard ook de linkse Evangelische Volkspartij (EVP)
11. ↑  Spanning, blz. 46
12. ↑  Spanning, blz. 52
13. ↑  Overleden in 1984